# 卡斯特利韦利德尔坎普
卡斯特利韦利德尔坎普，是西班牙加泰罗尼亚塔拉戈纳省的一个市镇。总面积5平方公里，总人口1537人（2001年），人口密度307人/平方公里。